# Mutum-grande
Crax rubra, o mutum-grande, é um cracídeo encontrado na América Central e norte da América do Sul. É o maior mutum existente.